# Ultima Thule (theater)
Ultima Thule is een Gents theatergezelschap voor jongeren en volwassenen die figuren- en beeldend theater brengen. 

## Geschiedenis
Het gezelschap werd opgericht door Joris Jozef in 1990. Het is de samensmelting van het Poppentheater Joris Jozef en Wannepoe die die al sinds de jaren 1980 figurentheater maakten voor kinderen. In 1997 brachten ze onder leiding van regisseur Wim De Wulf voor het eerst een voorstelling voor volwassenen, Het Paard van Troje. In 2001 werd De Wulf artistiek leider tot zijn overlijden in 2016.  In 2002 presenteren ze met de voorstelling Sire & Zot een experimentele mengvorm tussen figurentheater en opera. De doorbraak kwam er met de GOMAAR trilogie, drie stukken geschreven door Wim De Wulf: stekezotvanu (2003/2004), wiedatterieris (2005/2006) en tisaltijdiet (2006/2007). Het is een portret van een boerenzoon die naar de stad vlucht en tegelijk een stuk Vlaamse tijdsgeest. De trilogie werd in 2015 opnieuw opgevoerd in de Minardschouwburg en Theater Aan Zee. Na de dood van Wim De Wulf nam Sven Ronsijn de artistiek leiding over tot op heden.

## Situering
Ultima Thule brengt hedendaags figurentheater waar samenspel tussen acteurs, poppen en poppenspeler centraal staat. Ze beschrijven hun dramaturgische aanpak als 'verteltheater' en voorzien ongeacht het publiek (kinderen of volwassenen) in tegenstelling tot vele andere figurentheatergezelschappen een narratieve dramaturgie met veel tekst. Aangezien hun figurentheater niet specifiek voor kinderen dan wel volwassenen bedoeld is, brengen ze hun voorstellingen zowel in het dag- en avondcircuit. De poppen van Ultima Thule worden door Filip Peeters gemaakt. Net als de decors houden ze de poppen bewust sober en naturalistisch. 

## Bekendheid
In 2003 werd de voorstelling 1900 genomineerd voor de 1000 Watt-prijs. Het theaterstuk werd ook nog opgevoerd in Edinburgh, Nürnberg, Wenen, Dublin, Amsterdam, Liverpool en Philadelphia. In augustus 2015 werd de Gomaartrilogie opgevoerd tijdens het beroemde  Edinburgh Fringe Festival. Het optreden kaderde binnen Big In Belgium dat verschillende Vlaamse theatergezelschappen aan bod liet komen tijdens het festival. 

## Financiering
Het gezelschap krijgt sinds 1997 onafgebroken subsidie van de Vlaamse overheid en dat binnen het Kunstendecreet. 

## Producties
- 2017 B.I.G. of het relaas van een Buitengewoon Innemende Groei
- 2016 De Stroom
- 2016 OE IST
- 2015 LOS
- 2015 Door de muur
- 2013 Nerf
- 2013 Loop!
- 2013 Den Uyl
- 2012 Troebel water
- 2011 Oosterlengte
- 2011 Het eindeloos geduld van 3 dagen
- 2010 Door de bomen het bos
- 2009 Zijde
- 2009 Geschift
- 2008 Rostekop
- 2008 Stukken van mensen
- 2006 Tisaltijdiet (Gomaar-trilogie)
- 2005 Milos
- 2005 Wiedatterieris (Gomaar-trilogie)
- 2004 Hoor!
- 2004 Ikkie
- 2004 Zonder bloed
- 2003 Ikke
- 2003 Stekezotvanu (Gomaar-trilogie)
- 2002 Sire & Zot
- 2002 Negentienhonderd
- 2001 De gespleten burggraaf
- 2001 Proef! Ruik!
- 2001 Split
- 2001 Voel!
- 2001 Zie!
- 2000 Vleugeltje
- 1999 Aanwezig/Being there
- 1999 Wawa, dada, dodo en kwa
- 1998 Doudou
- 1997 Sprookjes
- 1997 Mijn papa is een vliegmachien
- 1996 Het Paard van Troje
- 1995 Als er de maan is
- 1995 Tortue
- 1994 Mammiewat in Papoeazie
- 1994 De kast van Overopa
- 1993 De ontvoering van de mooie bibliothecaresse
- 1993 Donderlokje en het land van licht
- 1993 De man die de wind had gezien
- 1993 Een verhaaltje uit de mond
- 1992 Rozeke mijn dozeke
- 1992 De man die de wind had gezien
- 1991 Hans en Grietje/Repelsteeltje
- 1990 Al te gek
- 1990 De verjaardag van de koning